# Tarczka wentralna
Tarczka wentralna, tarczka brzuszna (ang. ventral plate) – zesklerotyzowana płytka na ciele niektórych roztoczy.
U Holothyrida tarczka brzuszna powstaje przez zrośnięcie się różnych tarczek brzusznej strony idiosomy.
U żukowców tarczka brzuszna należy do głównych tarczek strony brzusznej. U samic zrastać się może z tarczką odbytową, tworząc tarczkę wentrianalną lub zrastać się z tarczką odbytową i płciową, dając tarczkę hologastralną. U samców tarczka ta zrastać się może z piersiową i płciową tworząc tarczkę sternowentralną lub zlewać się ze wszystkimi tarczkami brzusznej strony, tworząc tarczkę holowentralną.
U mechowców tarczka wentralna pojawia się na brzusznej stronie opistosomy wśród Brachypylina. Tworzona jest przez zrośnięte parzyste tarczki aggenitalne i adanalne. Tak powstała tarczka otacza tarczki genitalne i analne, a od notogaster oddzielona jest bruzdą nazywaną circumgastric scissure.